# Anne Marx
Anne Marx, geborene Anneliese Löwenstein, (* 8. März 1913 in Bleicherode; † 16. April 2006 in den USA) war eine deutschamerikanische Lyrikerin.

## Leben
Anne Marx wurde 1913 als Anneliese Löwenstein in der Kleinstadt am Harz geboren. Im Alter von fünf Jahren verlor sie ihre Mutter, die früh schon die sprachliche Begabung des Mädchens gefördert haben soll. Nach dem Tod der Mutter blieb das Mädchen mit ihrem Vater, dem Arzt Jakob Löwenstein, und ihrer Schwester Ruth in Bleicherode. Doch nur wenige Jahre später, am 6. April 1925, verlor das Kind ihren Vater infolge einer Krebserkrankung. Als Vollwaise kam Anneliese mit zwölf Jahren zur Großmutter mütterlicherseits nach Worms am Rhein. Getrennt wurde sie dabei von ihrer sechs Jahre jüngeren Schwester Ruth, die in die Obhut eines Onkels gegeben wurde.
In Worms besuchte sie die "Höhere Töchterschule", das heutige Eleonoren-Gymnasium, und legte dort 1932 das Abitur ab.
Ob sie ihre Neigung zur Sprache und Literatur durch Anregungen aus dem Deutschunterricht oder seitens ihrer Großmutter vertiefte, kann nicht mit Sicherheit gesagt werden. Bekannt ist, dass sie handschriftlich die Briefe von Rainer Maria Rilke kopierte und zumindest einen der Briefe an einen jungen Dichter stets dabei gehabt haben soll. Rilkes Hinweise zum Verfassen von Gedichten beherzigte sie denn auch bei ihrem eigenen Weg zur Lyrikerin, von der sie damals wohl selbst noch nichts ahnte. Ihr erstes Gedichtheft gab sie 1933 heraus, 1935 lag ihr erster und einziger Band von Gedichten in deutscher Sprache im Frankfurter Verlag N. Kaufmann vor. Der Band trug den Titel Ein Büchlein vom Schauen, Sinnen und Weitergehen.
Nach dem Abitur entschied sich Anne Löwenstein für ein Medizinstudium in Heidelberg und anschließend in Berlin. 1934 verhinderte die NS-Diktatur der jüdischen Studentin jedoch das weitere Studium. Eine Ausbildung zur Physiotherapeutin konnte sie abschließen und noch rechtzeitig gelang es ihr und ihrer Schwester, 1936 Nazi-Deutschland zu verlassen und in die USA zu emigrieren. Als 23-Jährige fand sie dort zunächst die Unterstützung von Verwandten, arbeitete als Physiotherapeutin und streifte alles Deutsche ab, nicht nur in sprachlicher Hinsicht. Dazu schrieb sie im später verfassten Gedicht "Class Reunions": "[...] my first, my German skin had been unwound./America grew me a second skin [...]".
1937 heiratete sie den Geschäftsmann Frederic E. Marx. Das Ehepaar wohnte in Hartsdale, einem Vorwort von New York City und bekam zwei Söhne: Thomas Jakob (1938) und Stephan L. (1941).

## Werk
Anne Marx war literarisch äußerst produktiv. Über 2000 Gedichte entstammen ihrer Feder. Diese wurden in literarischen Zeitschriften und elf Büchern veröffentlicht. Die Lyrikerin war Mitherausgeberin literarischer Zeitschriften und in literarischen Gesellschaften aktiv. Für ihr literarisches Schaffen erhielt sie über 100 Preise und Auszeichnungen.